# Sadio Diallo
Abdoulaye Sadio Diallo (ur. 28 grudnia 1990 w Konakry) – gwinejski piłkarz grający na pozycji napastnika. Od 2019 roku jest zawodnikiem klubu Gençlerbirliği SK.

## Kariera klubowa
Karierę piłkarską Diallo rozpoczął w klubie Atlético Coléah. W 2008 roku zadebiutował w jego barwach w pierwszej lidze gwinejskiej. Grał w nim do 2009 roku.
W 2009 roku Diallo podpisał kontrakt z francuskim drugoligowcem, SC Bastia. W sezonie 2009/2010 grał w nim głównie w rezerwach. W 2010 roku spadł z Bastią do trzeciej ligi, ale na koniec sezonu 2010/2011 wrócił z nią do drugiej ligi.
31 stycznia 2012 roku podpisał 4.5–letni kontrakt z pierwszoligowym Stade Rennais FC. W latach 2013–2015 był wypożyczony do FC Lorient. W 2015 wrócił do Bastii. W 2017 przeszedł do Yeni Malatyasporu, w 2018 do Hataysporu, w 2019 do Gençlerbirliği SK.
| Sezon   | Klub              | Kraj    | Rozgrywki  | Mecze | Bramki | Rozgrywki Europy | Mecze | Bramki |
| ------- | ----------------- | ------- | ---------- | ----- | ------ | ---------------- | ----- | ------ |
| 2008    | Atlético Coléah   | Gwinea  | National 1 | ?     | ?      | -                | -     | -      |
| 2009    | Atlético Coléah   | Gwinea  | National 1 | ?     | ?      | -                | -     | -      |
| 2009/10 | SC Bastia         | Francja | Ligue 2    | 2     | 0      | -                | -     | -      |
| 2009/10 | SC Bastia B       | Francja | CFA        | 15    | 6      | -                | -     | -      |
| 2010/11 | SC Bastia         | Francja | National   | 35    | 10     | -                | -     | -      |
| 2011/12 | SC Bastia         | Francja | Ligue 2    | 30    | 8      | -                | -     | -      |
| 2012/13 | Stade Rennais FC  | Francja | Ligue 1    | 35    | 0      | -                | -     | -      |
| 2013/14 | Stade Rennais FC  | Francja | Ligue 1    | 1     | 0      | -                | -     | -      |
| 2013/14 | FC Lorient (Wyp.) | Francja | Ligue 1    | 26    | 3      | -                | -     | -      |
| 2014/15 | FC Lorient (Wyp.) | Francja | Ligue 1    | 10    | 0      | -                | -     | -      |
| 2015/16 | SC Bastia         | Francja | Ligue 1    | 14    | 2      | -                | -     | -      |
| 2016/17 | SC Bastia         | Francja | Ligue 1    | 28    | 3      | -                | -     | -      |
| 2017/18 | Yeni Malatyaspor  | Turcja  | Süper Lig  | 14    | 0      | -                | -     | -      |
| 2018/19 | Hatayspor         | Turcja  | TFF 1. Lig | 19    | 2      | -                | -     | -      |

Stan na: koniec sezonu 2018/2019

## Kariera reprezentacyjna
W reprezentacji Gwinei Diallo zadebiutował w 2010 roku. W 2012 roku został powołany do kadry na Puchar Narodów Afryki 2012.

## Sukcesy

### Klubowe
- SC Bastia
  - Mistrz Francji National: 2011
  - Mistrz Francji Ligue 2: 2012